# 田島鍋
田島鍋（日语：／ Tajima Nabi */?；1900年（明治三十三年）8月4日—2018年（平成三十年）4月21日）是一名日本超級人瑞，居住在鹿兒島縣大島郡喜界町，因為自2015年9月27日起成為日本在世最年長者，2017年9月1日起成為日本最年長紀錄保持者，2017年9月15日繼維奧萊特·布朗成為在世最年長者，2018年4月21日去世後由都千代成為下一位紀錄保持人。

## 生平
1900年8月4日出生於鹿兒島縣大島郡荒木地区，與丈夫田島富二子從事農業工作。其夫於1991年（平成3年）以93歲過世。丈夫去世後原本與其長男夫妻住在一起。2001年（平成13年）進入特別養護老人之家「喜界園」居住。2011年（平成23年）敬老之日時，田島鍋有子女9人（7男2女）、孫28人、曾孫56人、玄孫35人。截至2015年（平成27年）9月時，加上玄孫之子有140人以上子孫；截至2017年（平成29年）9月則達到160人以上。田島鍋出生年月日與英國女王伊莉莎白二世母親、王母太后伊麗莎白·鮑斯-萊昂同日。2018年（平成30年）4月21日19时58分，田岛锅因为衰老在鹿儿岛县大島郡喜界町逝世，享嵩寿117岁260天。

## 長壽紀錄
- 2015年
  - 4月1日，大川美佐緒過世後，田島鍋成為日本第2最年長者。
  - 9月27日，住於東京都的115歲的匿名女性（1900年3月15日生）過世後成為日本最年長者。
- 2016年
  - 5月12日，隨著蘇珊娜·瓊斯逝世，以115歲282天成為世界上第3最年長者。
  - 8月4日，116歲生日，成為日本第4位也是史上第16位無爭議活到116歲的人。
  - 9月28日，超過木村次郎右衛門的紀錄，以116歲55天成為日本史上第3長壽者。
- 2017年
  - 1月24日，超過豬飼種紀錄，以116歲176天成為日本史上第2長壽者。
  - 4月15日，隨著艾瑪·莫拉諾逝世，以116歲254天成為世界上第2最年長者。
  - 8月4日，117歲生日，成為史上第8位無爭議活到117歲的人。
  - 9月1日，超過大川美佐緒紀錄，以117歲28天成為日本史上最長壽者。
  - 9月15日，隨著维奥莱特·布朗逝世，以117歲42天成為世界最年長者。金氏世界紀錄同時也在此日為她著手準備全球最高齡人瑞認證程序。
  - 12月20日，以117歳138天超過艾瑪·莫拉諾紀錄，成為世界史上第5最長壽者。
- 2018年
  - 2月10日，以117歲190天超過维奥莱特·布朗紀錄，成為世界史上第4最長壽者。
  - 3月23日，以117歲231天超過玛丽-路易丝·梅耶尔的紀錄，成為世界史上第3最長壽者[10]。上一次有超級人瑞達到該年齡為於1998年5月14日達成之美國超級人瑞莎拉·勞絲，睽違20年才有人再度叩關。
  - 4月10日，以117歲249天超過露西·漢娜的紀錄，但她的記錄後來被取消了[11]。
  - 4月21日，田島鍋過世，享嵩壽117歲260天，金氏世界紀錄已將她的壽命紀錄予以證實但尚未核發證書。其同胞都千代成為新任在世最長壽者。